# 河守町
河守町（こうもりちょう）は、かつて京都府加佐郡に属していた町。1951年（昭和26年）4月1日、河守上村・河東村・河西村・有路上村・有路下村を編入、同時に改称して大江町（おおえちょう）が発足した。

## 地理
河守盆地を由良川が流れ、町のシンボルとして鬼伝説もある大江山がそびえる。

### 地形

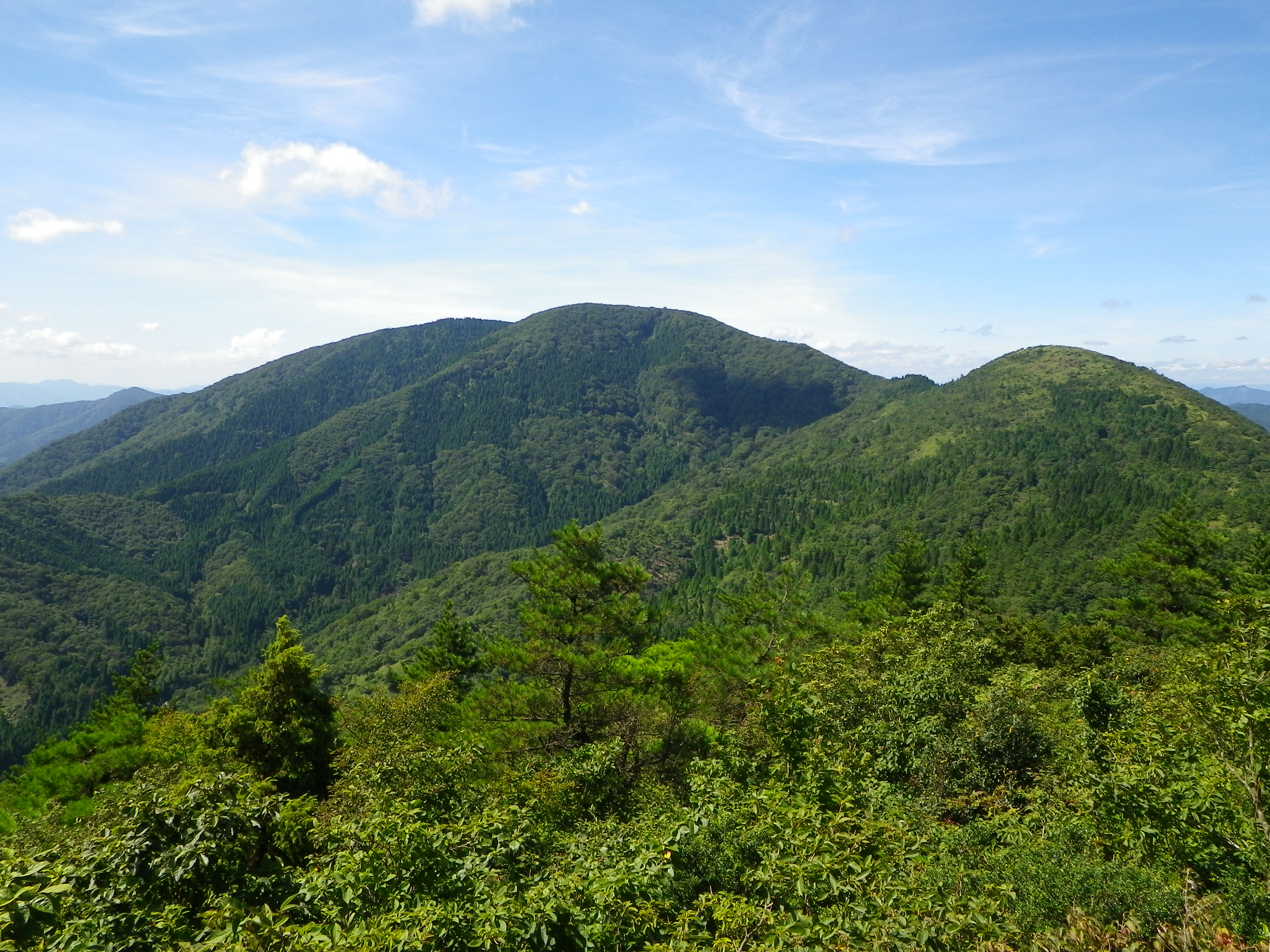
大江山

- 河川：由良川、宮川
- 山岳：大江山

## 歴史

### 中世・近世
平安時代のこの地には郷として川守郷があった。『和名類聚抄』（『和名抄』）では丹後国加佐郡十郷の一つとされる。鎌倉時代以降には荘園として河守荘があった。
天正8年（1580年）には河守町が細川藤孝・細川忠興領、慶長6年（1601年）には宮津藩領となった。「慶長郷村帳」による石高は677石余、「延宝郷村帳」による石高は河守町が573石余、なお同町関村分104石余。「天和村々高帳」による石高は918石余、「享保郷村帳」や「天保郷帳」による石高は929石余、「旧高旧領」による石高は788石余。
幕末の「丹後国村々版籍取調帳」によると、河守町の人口は男622人、女604人だった。丹波国と奥丹後を結ぶ宮津街道にある宿場町であるとともに、近郷からハゼノキやキリの実・繭などの原料を集めて蝋燭・桐油・生糸を製造する地でもあった。物資の輸送には由良川も用いられた。

### 近代・現代
廃藩置県後の1871年（明治4年）には宮津県に所属、その後豊岡県に所属し、1876年（明治9年）に京都府の所属で落ち着いた。
1889年（明治22年）4月1日、町村制の施行により、河守町・金屋村・関村・上野村・波美村の区域をもって河守下村（こうもりしもむら）が発足した。河守・金屋・関・上野・波美の5大字を編成。
1890年（明治23年）12月10日、河守下村が町制施行・改称して河守町（こうもりちょう）が発足した。特産品である蝋燭を取引する際に、古くから知られた河守町の名が有利だったため、町民らが名称復帰を請願したことによる。河守・金屋・関・上野・波美の5大字を編成。1890年（明治23年）の人口は2,269人だった。
1923年（大正12年）、河守駅と福知山駅を結ぶ北丹鉄道が開業した。1926年（大正15年）には河守と舞鶴を結ぶバスの運行が開始され、1933年（昭和8年）には河守と福知山を結ぶ北丹バスの運行が開始されている。
1950年（昭和25年）の人口は2,360人だった。1951年（昭和26年）4月1日、河守町河守上村・河東村・河西村・有路上村・有路下村を編入、同時に改称して大江町が発足した。

## 行政

### 歴代村長・町長
- 1889年5月～1891年3月 真下六十郎
- 1891年3月～1895年3月 真下六兵衛
- 1895年3月～1899年4月 由里儀兵衛
- 1899年4月～1907年8月 由里清左衛門
- 1907年9月～1911年9月 真下巻治
- 1911年10月～1913年8月 新井誠一郎
- 1913年9月～1919年7月 河田新蔵
- 1919年7月～1920年1月 久野巻太郎
- 1920年1月～1924年1月 古高文衛
- 1924年1月～1928年1月 塩見久良
- 1928年1月～1944年1月 新井哲二郎
- 1944年2月～1946年11月 河田新蔵
- 1947年4月～1950年12月 太田宗輔
- 1951年2月～1951年3月 高宮岩次郎

出典は『大江町史 通史編 下巻』

## 交通
- 北丹鉄道

## 名所・旧跡
- 四宮神社
- 日吉神社
- 金刀比羅神社
- 清園寺 - 真言宗。
- 妙雲寺 - 日蓮宗。
- 浄仙寺 - 浄土宗。
- 念称寺 - 浄土真宗。